# João Batista Rita
João Batista Rita (Braço do Norte ou Criciúma, 24 de junho de 1948 — ?, ?), também chamado Catarina, foi um estudante e militante das organizações M3G e Vanguarda Popular Revolucionária, durante a ditadura militar brasileira. Desaparecido após ser preso em dezembro de 1973, após sua prisão pelo DOI-CODI em Buenos Aires, não se sabe o local e a data de sua morte. Também não há informação sobre seu sepultamento. As circunstâncias de seu desaparecimento foram objeto de investigação da Comissão Nacional da Verdade.

## Biografia
João Batista Rita nasceu em 24 de junho de 1948 em Braço do Norte ou Criciúma. Era filho de Graciliano Miguel Rita e de Aracy Pereira Rita. Teve duas irmãs, Maria Rita Apolinário e Aidê Rita. Foi descrito como uma pessoa de "estatura miúda".
Realizou seus estudos no Ginásio Tereza Michel, em Criciúma. Depois, mudou-se para Porto Alegre, onde foi aluno no Colégio Julio de Castilhos. Foi ativo no movimento estudantil do Rio Grande do Sul, em 1968.
Foi detido em Porto Alegre em janeiro e abril de 1970, denunciado como ativista político. À época, integrava o M3G, considerado próximo a Edmur Péricles Camargo. Na prisão de abril, foi vítima de tortura no DOI-CODI, no Rio de Janeiro. É indicado que João Batista Rita foi atuante em pelo menos três ações do M3G.
No início dos anos 1970, João Batista Rita exilou-se no Chile, onde foi espionado pelos órgãos de repressão do governo brasileiro. Sua mudança para o Chile deu-se no contexto da autorização de asilo concedida em 1971 como medida de solução ao sequestro de Giovani Enrico Bucher, diplomata suíço.
Mudou-se para a Argentina após o golpe militar no Chile, onde participou da comunidade de militantes políticos organizados no Aparelhão, um local de hospedagem e articulação para opositores aos regimes ditatoriais do Cone Sul, situado em Buenos Aires. Rita casou-se com Amelia Barrera na Argentina, uma militante exilada chilena.
Na sua estadia na Argentina e no Chile, João Batista Rita esteve sob custódia do ACNUR.

## Prisão e desaparecimento
João Batista Rita foi preso em Buenos Aires, em dezembro de 1973, no dia 5 ou 11. A prisão foi realizada por agentes do DOI-CODI na Argentina, com aval do governo argentino. Na ação também foi preso Joaquim Pires Cerveira; a associação entre os órgãos de repressão brasileiro e argentino nesse caso específico deu-se no contexto de troca de informações que anteriormente levaram à prisão de Jean Henri Raya Ribard e Antonio Luciano Pregoni, ocorrida no Brasil em novembro de 1973.
Foi destacado pela Comissão Nacional da Verdade o papel do coronel Floriano Aguilar Chagas, então funcionário da Embaixada do Brasil em Buenos Aires, na perseguição a João Batista Rita; a família de Chagas entrou com pedido para a retratação da denúncia de envolvimento do coronel, mas o pedido foi negado pela Justiça brasileira. Também foi citado Sérgio Paranhos Fleury como responsável pela abdução de João Batista Rita de Buenos Aires.
Em artigo de 9 de fevereiro de 1974, o jornalista Patrick Keatley, de The Guardian, denunciou a abdução e conseguintes sessões de tortura a que João Batista Rita foi submetido, uma vez removido para a sede do DOI-CODI, no Rio de Janeiro. De acordo com a apuração de Keatley, Rita e Joaquim Pires Cerveira chegaram ao Rio de Janeiro em 13 de janeiro de 1974. Foi na sede do DOI-CODI onde ambos foram vistos pela última vez.
Acredita-se que no momento de sua prisão João Batista Rita preparava-se para mudar-se para a Itália.

### Investigação
Em sua investigação, a Comissão Nacional da Verdade considerou a prisão de João Batista Rita um caso exemplar da articulação dos órgão repressivos da América do Sul, no caso Brasil e Argentina, na perseguição a opositores aos governos ditatoriais. A ação que levou à prisão de João Batista Rita em Buenos Aires, chamada Operação Mercúrio, foi considerada uma prévia da Operação Condor.
O governo brasileiro foi indicado como responsável pelo desaparecimento de João Batista Rita, de acordo com a Lei nº 9.140/95.
Além da investigação pela Comissão Nacional da Verdade, as circunstâncias do desaparecimento de João Batista Rita foram objeto de pesquisa da Comissão Nacional sobre o Desaparecimento de Pessoas (CONADEP), da Argentina (registro 7.833), e da Comissão Especial sobre Mortos e Desaparecidos Políticos (registro 246).

## Homenagens
A memória de João Batista Rita foi homenageada em diversos eventos, nos anos 1980. Há uma rua em Cidade Dutra que porta seu nome.